# Embuscade de Wanna
Guerre du Mali
Batailles
L'embuscade de Wanna a lieu le 15 janvier 2016, pendant la guerre du Mali.

## Déroulement
Le matin du 15 janvier 2016, un convoi de l'armée malienne parti de Tombouctou tombe dans une embuscade alors qu'il était en route pour la ville de Léré, près de la frontière avec la Mauritanie, afin de fournir des vivres et du matériel pour les camps de réfugiés,. Le combat a lieu près des localités de Wanna et de Zenzen, à 33 kilomètres de Goundam, sur la route de Tonka,.

## Pertes
Quelques heures après l'attaque, le ministère malien de la Défense annonce que quatre djihadistes et deux soldats maliens ont trouvé la mort pendant le combat ; trois soldats sont également blessés ainsi que trois assaillants qui sont par ailleurs capturés,,,.
Des médias pro-Azawad affirment pour leur part que six civils touaregs ont également été abattus par des militaires maliens en représailles de l'embuscade.